# Muhádzsír dzsámi

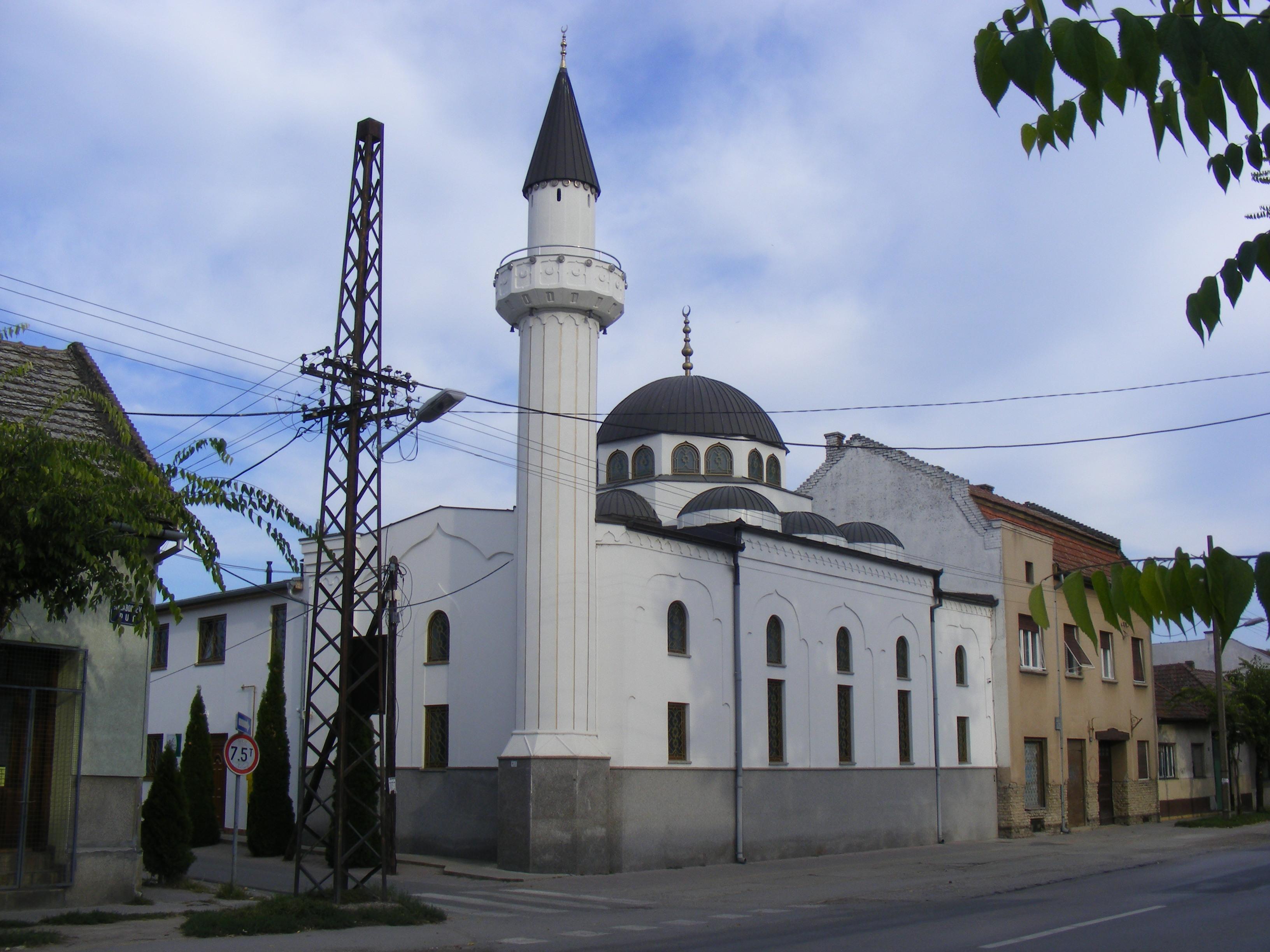
Muhádzsír dzsámi épülete Szabadkán.

A Muhádzsír dzsámi (magyarul: Kivándorlók imaháza) a Kárpát-medence első modern, kupolával és minarettel ellátott iszlám közösségi központja, mely a Vajdaság területén, Szabadka városában található.

## Története
Már az Oszmán Birodalom idején is álltak mecsetek Szabadkán. Többek között a régi várkastélyból is dzsámi lett.
A Muhádzsír Dzsámit a Szabadkai Iszlám Közösség építette. A közösség hatszáz regisztrált tagot tart nyilván, de becslések szerint a község területén kb. 1000 muszlim él (ez családtagokkal együtt kb. 7–8000 fő lehet). Zömük albán és bosnyák származású, de vannak soraikban magyarok is. Korábbi vezetője a Koszovóban született Fetis Kurdali volt, jelenleg Ibazir Uzairi tölti be e tisztséget.
2008 februárjában, mikor Koszovó kikiáltotta függetlenségét, Szabadkán is több muszlim érdekeltséget ért támadás, az épülő dzsámit is rendőrök őrizték.
A dzsámit 2008. augusztus 17-én adták át.

## Leírása
A kiskunhalasi úton található imaház nyolcszor húsz méter alapterületű, belső terében női karzat is található. Az épülethez tartozó minaret 16 méter magas.

## Galéria

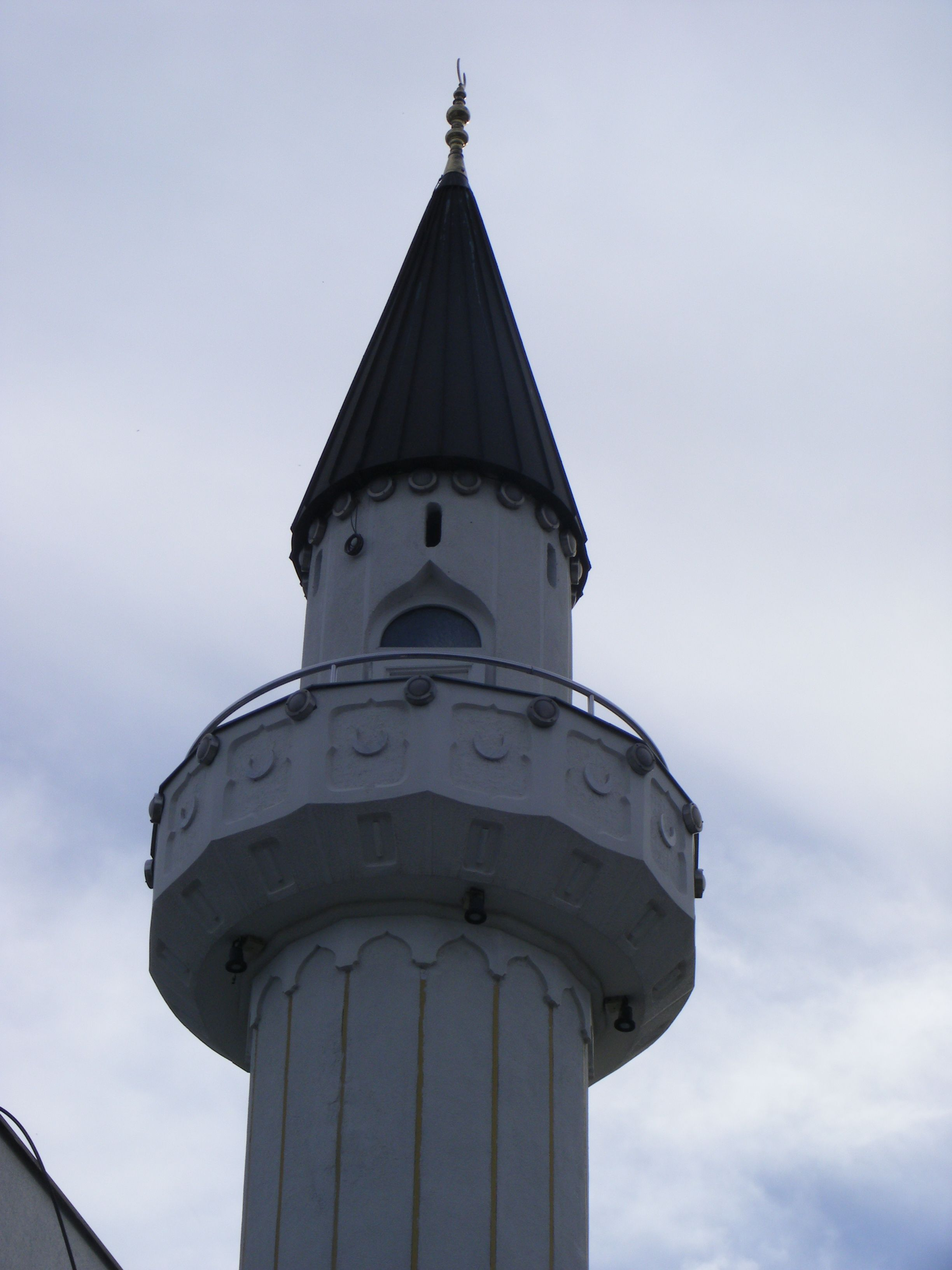
A minaret csúcsa, avagy a „şerefe”
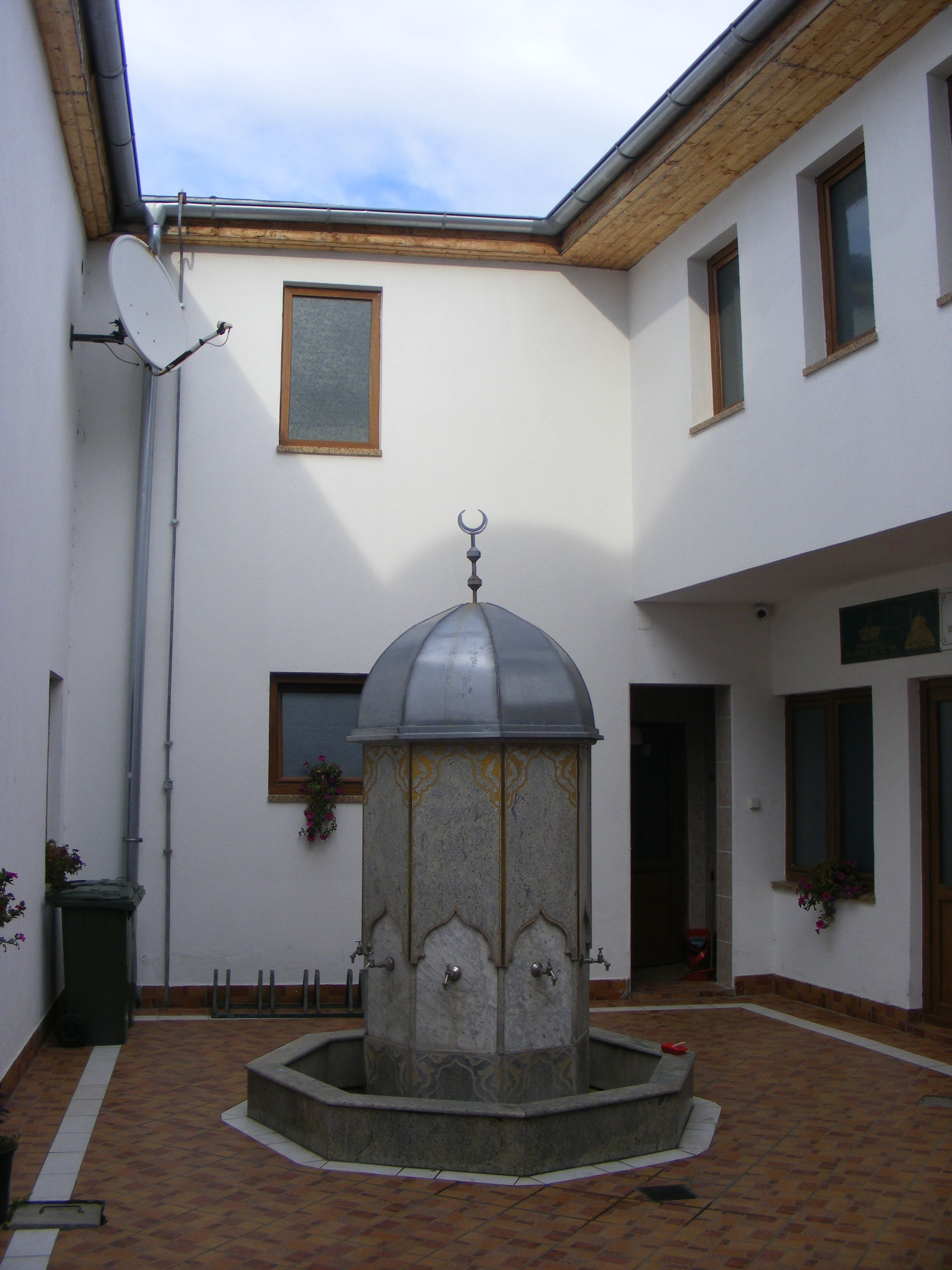
A rituális mosdáshoz használt kút a belső udvarban
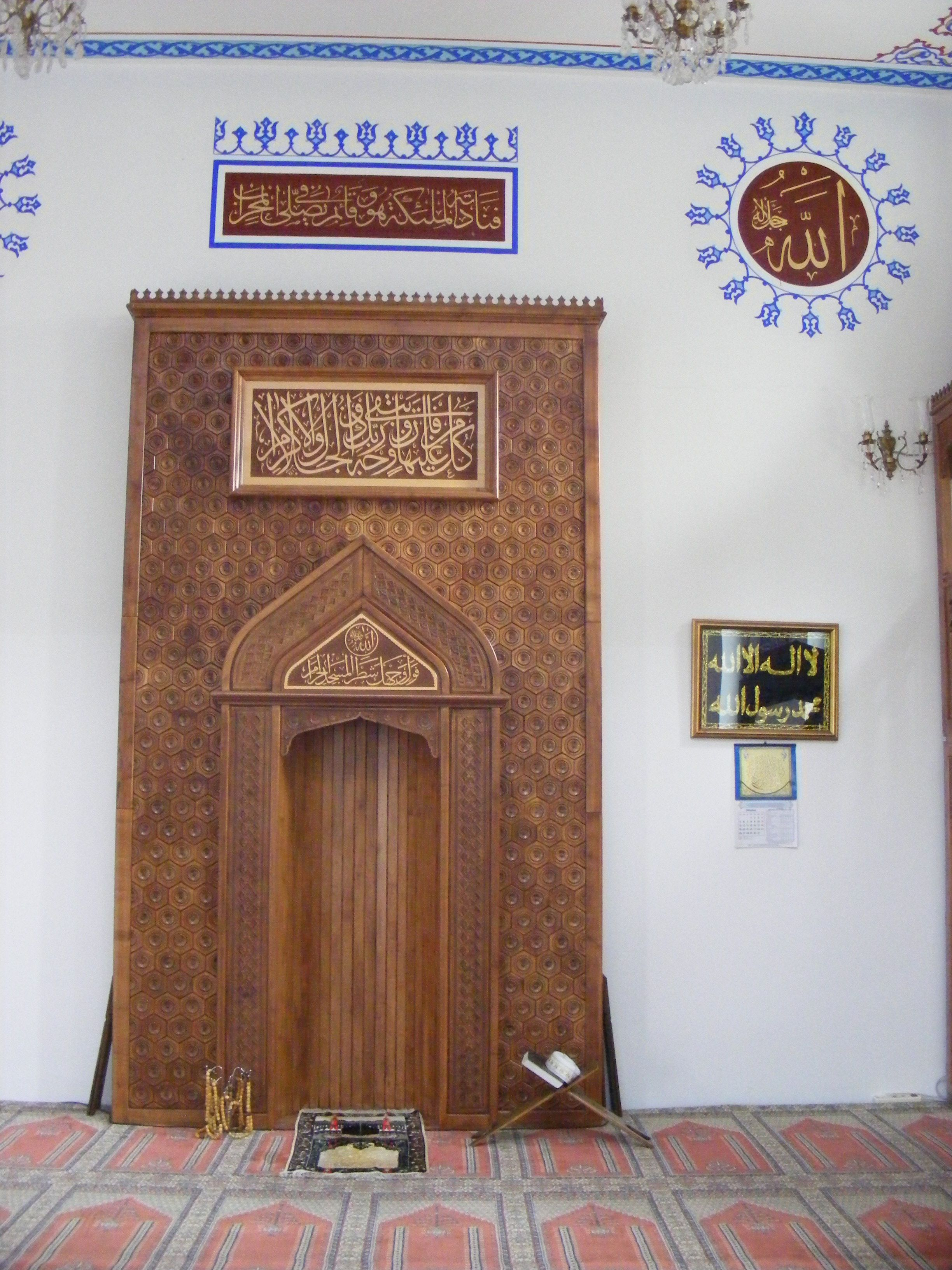
Imafülke
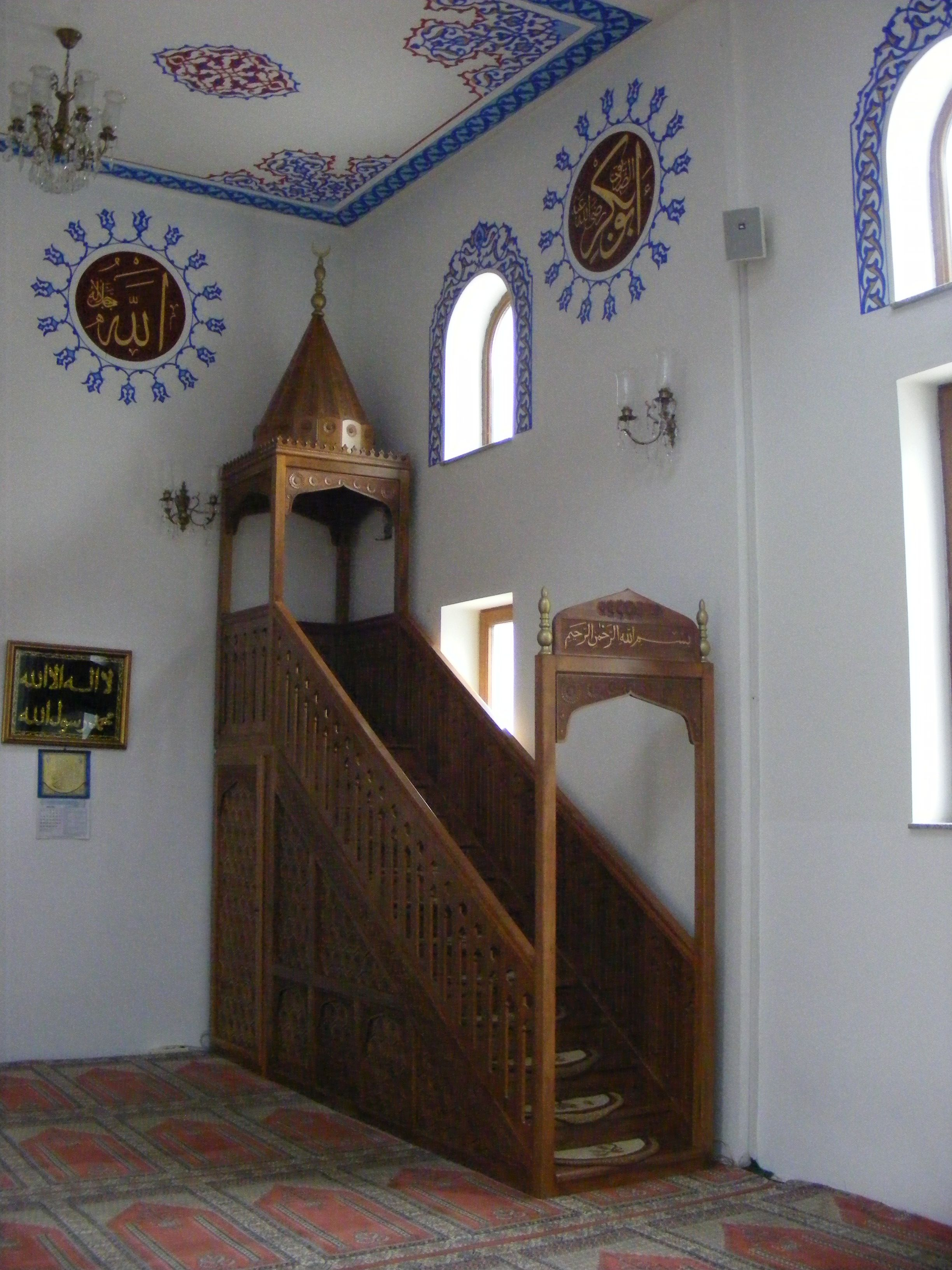
Szószék
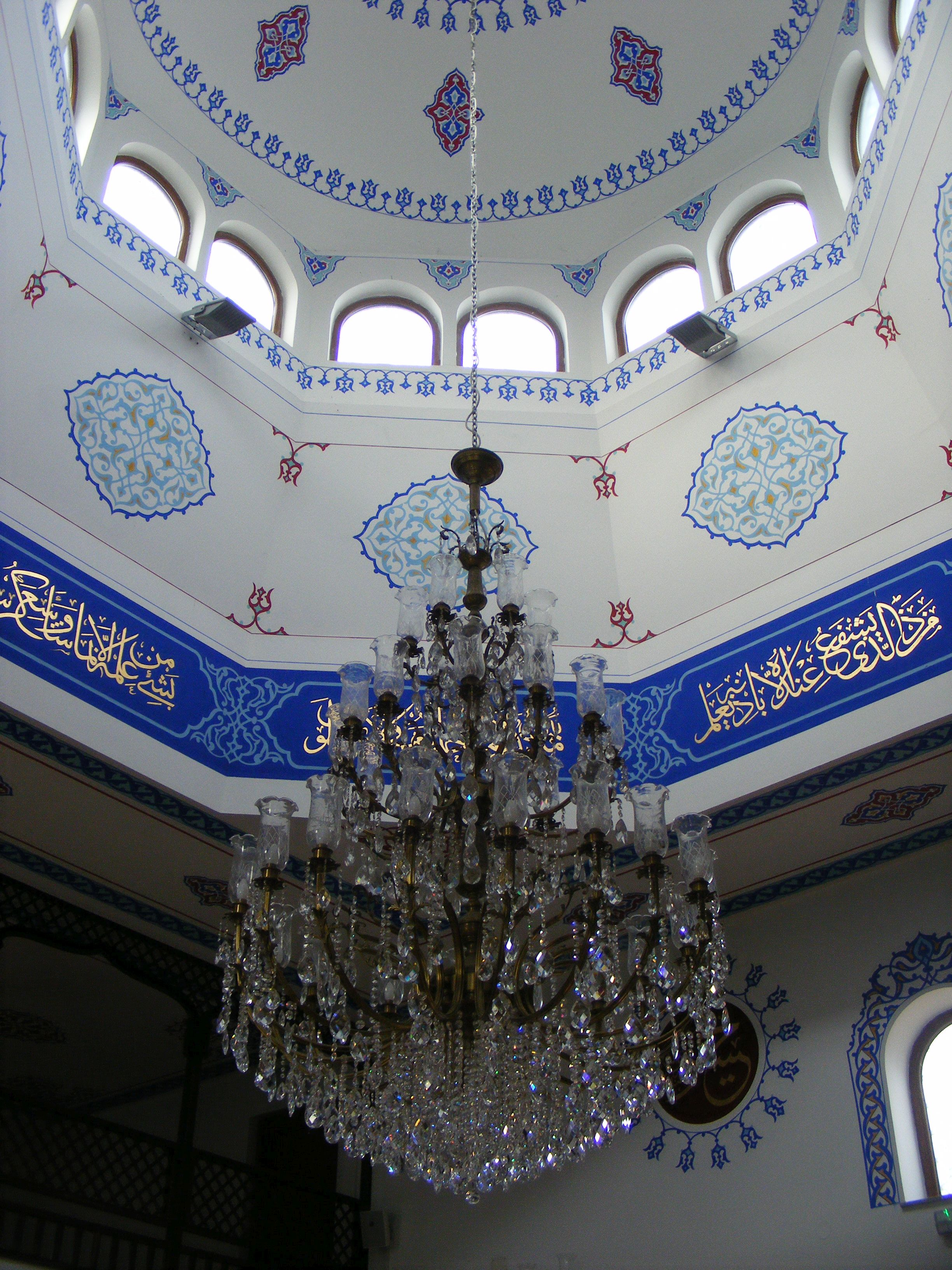
A kupola a csillárral